# Hyperpnée
L'hyperpnée se définit comme une augmentation de l'amplitude des mouvements respiratoires. Elle ne doit pas être confondue avec la polypnée (augmentation de la fréquence respiratoire pour ajuster la captation d'oxygène aux besoins accrus lors de l'effort), ni avec la tachypnée (augmentation de fréquence respiratoire avec diminution de l'amplitude respiratoire) ni avec l'hyperventilation (augmentation de la fréquence respiratoire pour compenser une hypercapnie).
La respiration de Cheyne-Stokes (RCS) est un rythme respiratoire anormal qui se caractérise par l'alternance régulière de périodes d'apnée et d'hyperpnée.